# ان‌جی‌سی ۲۸۴
ان‌جی‌سی ۲۸۴ (انگلیسی: NGC 284) نام یک کهکشان در صورت فلکی نهنگ است.